# Sepp Unterricker
Sepp Unterricker (* 14. April 1941 in Leipzig; † 31. Mai 2014 in Freiberg) war ein deutscher Physiker und Hochschullehrer.

## Leben
Sepp Unterricker legte 1959 in Radeberg das Abitur ab, anschließend ließ er sich zum Physiklaboranten ausbilden. Von 1961 bis 1966 studierte er Physik an der TH Dresden, danach arbeitete er als wissenschaftlicher Assistent an der Bergakademie Freiberg. Nach dem Grundwehrdienst ging er an die Bergakademie zurück. Im Jahr 1974 wurde er dort zum Dr. rer. nat. promoviert. 1986 absolvierte er die Promotion B, die 1991 als Habilitation anerkannt wurde.
Von 1988 bis 1990 arbeitete Unterricker als wissenschaftlicher Mitarbeiter am Freiberger Forschungsinstitut für Aufbereitung. 1990 wurde er wissenschaftlicher Oberassistent am Institut für Angewandte Physik der Bergakademie Freiberg, im Folgejahr erwarb er die Lehrbefähigung für das Fachgebiet Experimentalphysik. Im Jahr 1992 wurde er von der Bergakademie zum Professor für Angewandte Physik berufen. Von 1992 bis zum Jahr 2000 wirkte er als stellvertretender Institutsdirektor, und von 2000 bis zu seiner Emeritierung im Jahr 2006 leitete er das Institut. Sepp Unterricker starb am 31. Mai 2014 in Freiberg.

## Veröffentlichungen (Auswahl)
- Untersuchung von Festkörpereigenschaften mit gestörten Winkelkorrelationen (magnetische Hyperfeinfelder für Cd111 in Nickel nach Rückstoßimplantation und elektrische Feldgradienten in Kadmium und Magnesium). Dissertation, Freiberg 1974
- Die Anwendung der Methode "Gestörte Winkelkorrelationen" (TDPAC) zur Untersuchung der Strahlenschädigung und der Struktur von tetraedrisch koordinierten Verbindungshalbleitern unter besonderer Berücksichtigung der Verhältnisse nach einer Ionenimplantation. Dissertation B, Freiberg 1986